# جيمس فانس
جيمس فانس (بالإنجليزية: James Vance)‏ (1 يناير 1877 في المملكة المتحدة - ) هو لاعب كرة قدم بريطاني (وحمل سابقاً جنسية المملكة المتحدة لبريطانيا العظمى وأيرلندا) في مركز الهجوم. لعب مع مانشستر يونايتد وFairfield F.C. ‏.